# OVHcloud
OVHcloud, dawniej OVH (akronim od On Vous Héberge) – francuskie przedsiębiorstwo hostingowe działające we Francji, Niemczech, Wielkiej Brytanii, Hiszpanii, Włoszech, Portugalii, Czechach oraz w Polsce.

## Centra danych
Serwery wirtualne oraz dedykowane korzystają z sieci serwerowej zbudowanej we Francji. OVH dysponuje 18 centrami danych umieszczonymi we Francji, Kanadzie, Polsce, Singapurze oraz Australii:
- Francja
  - Paryż – pełna wydajność: 18 500 serwerów
    - P19 – działa od 10 lat, będzie wkrótce modernizowane, będzie używane wyłącznie do współdzielonego hostingu (shared hosting); pojemność 12 000 serwerów
    - DC-1
    - GSW

  - Roubaix – pełna wydajność: 136 000 serwerów
    - RBX-1
    - RBX-2
    - RBX-3
    - RBX-4 – powstało w 2011
    - RBX-5
    - RBX-6

  - Strasburg – pełna wydajność: 140 000 serwerów
    - SBG-1 – kontenerowe centrum danych powstałe w 2012 r., pojemność 50 000 serwerów;[1]
    - SBG-2 – 10 marca 2021 roku, 00:47 czasu lokalnego wybuchł pożar, który doszczętnie zniszczył centrum danych SBG-2[2].
    - SBG-3
    - SBG-4

  - Gravelines – pełna wydajność: 400 000 serwerów[3]
    - GRA-1
- Kanada
  - Beauharnois – pełna wydajność: 360 000 serwerów
    - BHS-1 – powstało w 2012[4][5]
    - BHS-2
- Polska
  - Warszawa (Ożarów) – pełna wydajność: 30 000 serwerów
    - WAW-1
- Singapur
  -     - SGP-1
- Australia
  - Sydney
    - SYD-1

OVH zamierza także otworzyć kilkanaście nowych centr danych między innymi Wschodnie wybrzeże USA, Wielka Brytania, Niemcy, Zachodnie wybrzeże USA, Hiszpania, Włochy, Holandia.